# Khin Nyunt
General Khin Nyunt (birmanisch ခင်ညွန့်; * 11. Oktober 1939 in Kyauktan, Yangon-Division, Birma) ist Offizier und Politiker in Myanmar. Er war Chef des Militärischen Geheimdienstes und vom 25. August 2003 bis zum 18. Oktober 2004 Premierminister des Landes. Er gilt als der Initiator von Waffenstillstandsverhandlungen und Verträgen zwischen dem Militärregime und verschiedenen ethnischen bewaffneten Bewegungen, z. B. mit der United Wa State Army und der Kachin Independent Army.

## Leben
Nach einer Karriere innerhalb des Militärs von Myanmar wurde Khin Nyunt 1984 nach Rangun zurückbeordert. Dort hatten nordkoreanische Terroristen einen Anschlag auf eine südkoreanische Regierungsdelegation in der Hauptstadt durchgeführt, bei dem mehrere Menschen getötet wurden. Khin Nyunt wurde daraufhin mit der Leitung des militärischen Geheimdienstes beauftragt.
Nach der blutigen Niederschlagung der Aufstände im August 1988, an denen Khin Nyunt maßgeblich beteiligt war, errichtete das Militär den Staatsrat für Wiederherstellung von Recht und Ordnung (SLORC), auf Deutsch etwa „Staatsrat für die Wiederherstellung von Recht und Ordnung“.  Khin Nyunt wurde dessen Erster Sekretär, eine Funktion, die er auch über die Umbenennung des SLORC in SPDC (Staatsrat für Frieden und Entwicklung) am 15. November 1997 hinaus behielt. Mit der Ernennung zum Premierminister musste er diesen Posten an Generalleutnant Soe Win abtreten.

### Amtszeit als Premierminister
Schon kurz nach dem Amtsantritt präsentierte der neue Premierminister einen 7-Punkte-Fahrplan (Roadmap) für die Wiederherstellung der Demokratie. Dieser Fahrplan wurde jedoch sowohl von der myanmarischen Opposition im In- und Ausland wie auch von vielen ausländischen Staaten als ungenügend kritisiert, da er zum einen versuchte, die bereits in der verfassunggebenden Versammlung 1996 vorgegebenen Eckpunkte festzuschreiben, hier insbesondere die Beteiligung des Militärs an der Regierungsgewalt, und zum anderen keinerlei zeitlichen Horizont enthielt.
Der erste Schritt des 7-Punkte-Plans, die Wiedereinberufung der 1996 ausgesetzten Nationalversammlung zur Erarbeitung einer Verfassung, erfolgte angesichts des zunehmenden Drucks des Auslands am 17. Mai 2004.
Nach nur zwei Monaten Tagung auf einem von der Öffentlichkeit abgeschirmten Militärgelände außerhalb von Rangun wurde die Nationalversammlung auf unbestimmte Zeit ausgesetzt.
Die Unterstützung für seine eigene „Roadmap für die Wiederherstellung der Demokratie“ lässt sich an der Tatsache ablesen, dass weder der Premierminister Khin Nyunt noch der De-facto-Staatschef Than Shwe an der Eröffnungszeremonie zur Nationalversammlung teilnahmen.
Seit der Ernennung zum Premierminister wurde immer wieder über die tatsächliche Rolle von Khin Nyunt spekuliert. Khin Nyunt galt innerhalb der Militärjunta als gemäßigter Pragmatiker, der die Notwendigkeit zum Dialog mit der demokratischen Opposition erkannte. Dahingegen gelten der Vorsitzende des SPDC, Than Shwe, sowie dessen Stellvertreter, General Maung Aye, die Nummer 2 im Staat, als Hardliner und Gegner einer Demokratisierung Myanmars.
Das Amt des Ministerpräsidenten ist – im Gegensatz zu demokratischen Systemen – nur mit geringen Machtbefugnissen ausgestattet. Außerdem konnte Khin Nyunt als Führer des gefürchteten Geheimdienstes nur auf geringen Rückhalt im eigenen Land bauen, wohingegen Angehörige der Streitkräfte über eine breite Basis verfügen. Andererseits gilt Khin Nyunt als Zögling General Ne Wins, der bis zu seiner Internierung im Jahre 2002 immer noch maßgeblichen Einfluss auf die Politik im Lande ausübte, und konnte somit unter dessen Protegierung seine Macht verfestigen.

### Absetzung als Premierminister
Am Abend des 18. Oktober 2004 wurde Khin Nyunt als Premierminister von der Junta wegen Korruptionsverdachts abgesetzt und unter Hausarrest gestellt. Nach Beobachtermeinung war dies das Ergebnis einer geplanten Kaltstellung des ungeliebten Pragmatikers. Die offizielle Begründung, er habe sein Amt „aus gesundheitlichen Gründen“ aufgegeben, ist ein Euphemismus, um die wahren Gründe für die Entfernung einer Amtsperson zu verbergen. Nachdem einen Monat zuvor, am 18. September, bereits der als enger Verbündeter geltende Außenminister Win Aung seines Amtes enthoben worden war, hatten sich die Falken innerhalb des Regimes endgültig durchgesetzt.
Mit der Neubesetzung des Postens des Premierministers durch den dem Staatschef als loyal geltenden Generalleutnant Soe Win präsentierte sich die Führungsspitze nunmehr geschlossen. Die Aussicht auf eine Annäherung an die demokratische Opposition war geschwunden.
Im Lande wurde die Absetzung von Khin Nyunt mit Erleichterung aufgenommen, da dies gleichzeitig das Ende des Wirkens des ungeliebten Geheimdienstes bedeutete, der in den nachfolgenden Wochen aufgelöst wurde.

## Familie
Khin Nyunt ist mit der Ärztin Daw Khin Win Shwe verheiratet, die verschiedene Ämter in staatlichen Einrichtungen für Frauenfragen innehatte. Zuletzt war sie unter anderem Vorsitzende der staatlichen „Myanmar Women’s Affairs Federation“, ein Amt, das traditionell der Ehefrau des Premierministers übertragen wird.
Khin Nyunt und Khin Win Shwe haben eine Tochter und zwei Söhne.

## Schicksal

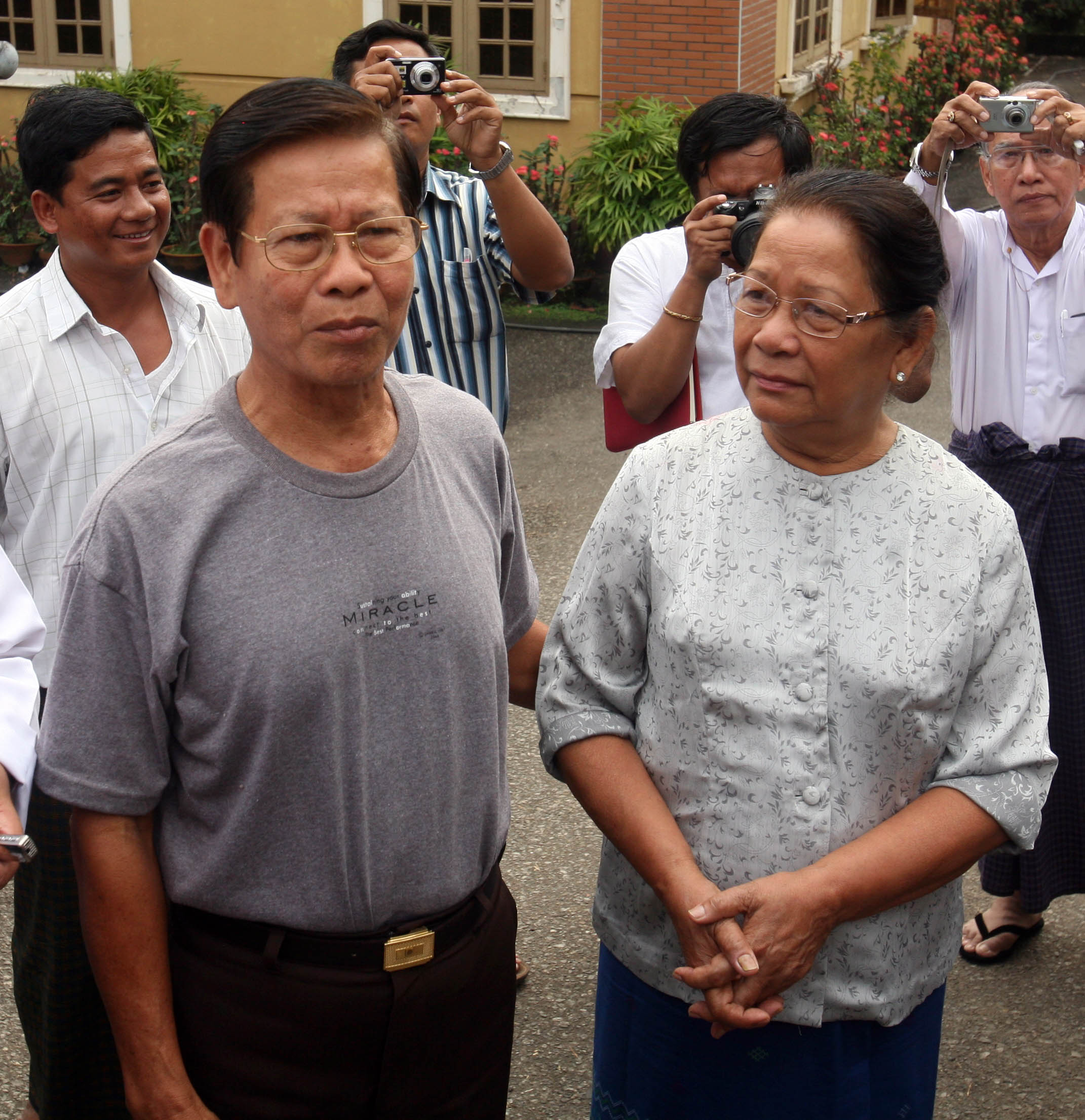
Khin Nyunt kurz nach seiner Freilassung aus dem Hausarrest (2012)

Über das Schicksal von Khin Nyunt und seiner Familienangehörigen nach dessen Sturz gab es lange Zeit nur Spekulationen. Am 5. Juli 2005 wurde er vor ein Sondertribunal im berüchtigten Insein-Gefängnis in Rangun gebracht. Zuvor hatte er offensichtlich unter Hausarrest gestanden. Das Gericht verurteilte Khin Nyunt am 21. Juli 2005 wegen insgesamt acht Anklagepunkten, darunter auch des Vorwurfs der Korruption, zu 44 Jahren Haft auf Bewährung.  Am selben Tag wurden die Urteile gegen seine Söhne Zaw Naing Oo und Dr. Ye Naing Win verkündet. Im Gegensatz zu ihrem Vater erhielten sie deutlich höhere Haftstrafen von 68 bzw. 51 Jahren. Bereits im April 2005 war sein Schwiegersohn Tin Htut wegen Wirtschaftsverbrechen verurteilt worden. Ob auch Daw Khin Win Shwe zur Rechenschaft gezogen wurde, ist unklar. Sicher scheint nur zu sein, dass sie ihrem Mann ins Insein-Gefängnis gefolgt ist. Nach einer Nachricht der Exilantenorganisation „The Irrawaddy“ befanden sich Khin Nyunt und seine Ehefrau sowie weitere Familienangehörige im Hausarrest in Rangun, im März 2008 soll er jedoch gelockert worden sein.
Im Januar 2012 wurde Khin Nyunt aus seinem Hausarrest entlassen. Einher ging dies mit der Freilassung von fast 600 politischen Gefangenen.